# Invasión turca de Chipre
La invasión de Chipre, denominado por el gobierno de Turquía como operación Atila fue una intervención militar de las Fuerzas Armadas de Turquía en el norte de la República de Chipre, iniciada el 20 de julio de 1974 y realizada en dos etapas, las cuales condujeron a la ocupación militar del 38 % del territorio de la isla de Chipre, seguida por la creación de la República Turca del Norte de Chipre (también denominada Chipre del Norte), no reconocida internacionalmente. Tal acción fue en contradicción con los términos de los Acuerdos de Londres y Zúrich de 1959 (Zúrich, 11 de febrero; Lancaster House, Londres, 19 de febrero) y los tratados de Alianza y de Garantía, tras los cuales el Reino Unido formalizó y reconoció la independencia de Chipre, firmados en Nicosia el 16 de agosto de 1960.
La línea de alto el fuego de agosto de 1974 se convirtió en la zona de seguridad de las Naciones Unidas en Chipre, conocida como la "Línea Verde".

## Situación inicial
Después de los conflictos intercomunales que habían tenido su máxima tensión en los años de 1964 y 1967, Chipre se encontraba mayormente dominada por la comunidad grecochipriota. La comunidad turcochipriota ocupaba una serie de enclaves; los más importantes eran los de Lefka, Limnitis y el norte de Nicosia. Los mismos contaban con formaciones militares de autoprotección.
El detonante de la situación fue el Golpe de Estado contra el gobierno de Makarios, por el cual Turquía vio peligrar la situación de la comunidad turcochipriota al igual que la independencia de la isla.

## Ambiente geográfico

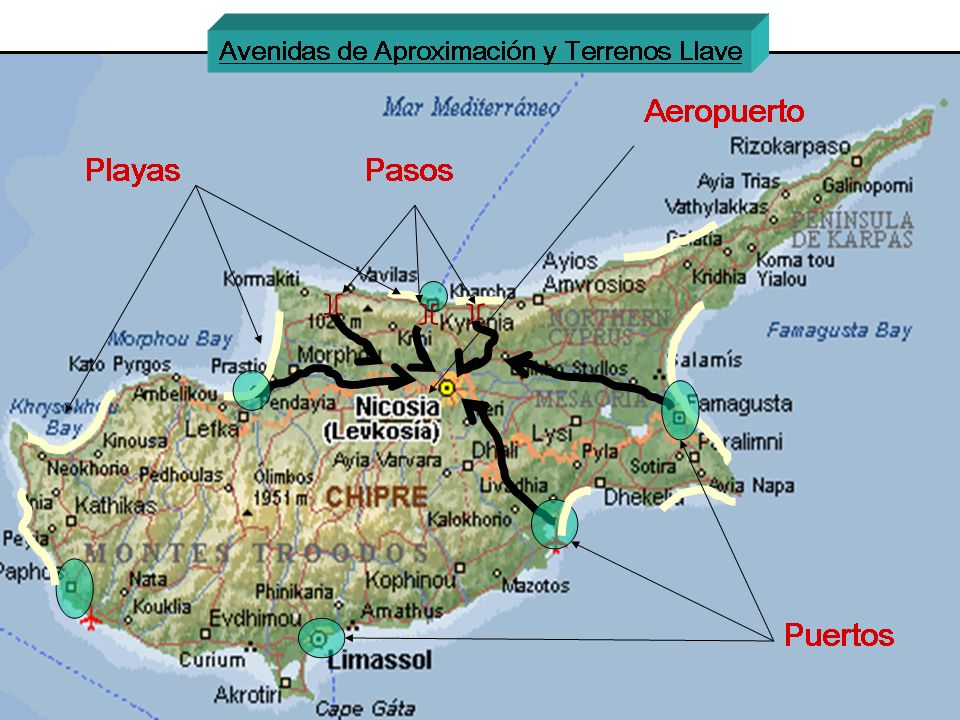
Avenidas de aproximación y terrenos llave en la operación.

Los lugares de ingreso operacional a la isla son las numerosas playas esparcidas por gran parte de su contorno, además del que se pueda hacer desde el aire. 
Los principales terrenos clave de la isla son, consecuentemente, los puertos, debido a la necesidad para la invasión, y el aeropuerto de Nicosia, por ser el único con características para aviones de gran tamaño. Otros aeródromos son los de Lakatamia, Tymbou y Agirda, los dos últimos inoperables al momento de las operaciones.

Decidido el desembarco a través de la costa norte, los terrenos clave pasaron a ser el puerto de Kyrenia y los pasos de Kyrenia (o Boğaz), el situado al norte de Myrthou y el situado al norte de Kythrea, pues eran los mejores lugares en los que los griegos podrían montar una defensa organizada. Así, el área donde se desarrollaron las principales operaciones estaban al norte de la capital. Inmediatamente al norte de Nicosia existe una planicie rocosa (Mesaoria), transitable a pie y con vegetación herbácea. Al norte de esta planicie se encuentran los montes Pentadáctylos, que corren en sentido E-O. Más al norte, está la costa con pocas playas aptas para desembarcos masivos.

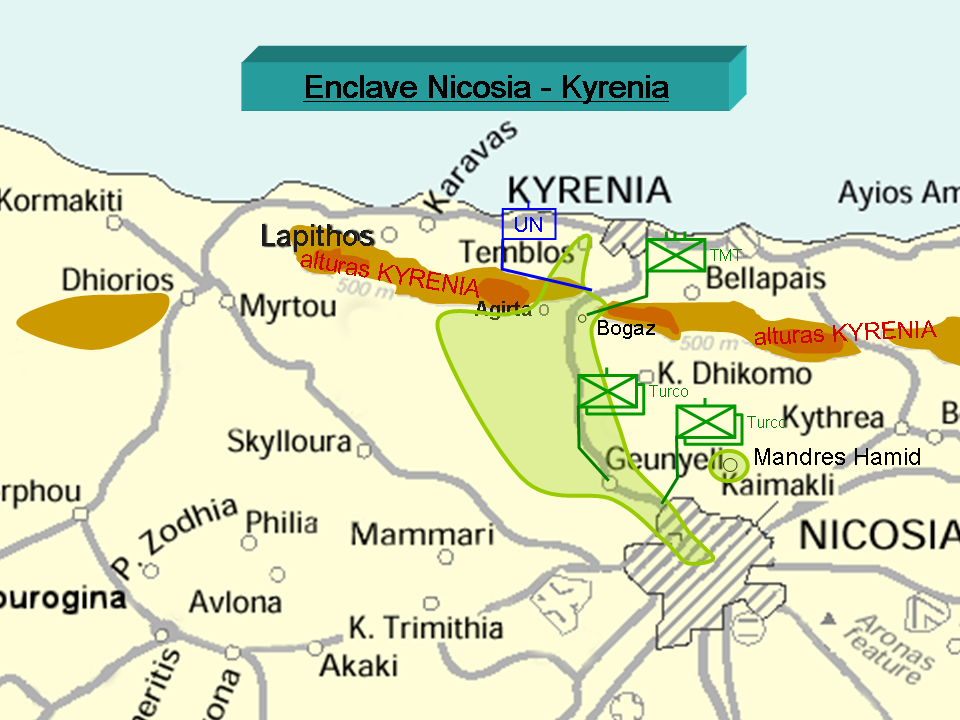
Enclave Nicosia - Kyrenia

Las operaciones se iniciaron en el mes de julio. La isla se encontraba en pleno verano, con temperaturas máximas que promediaban entre 35 y 38 °C. Los pastos estaban secos, por lo que muchos se incendiaron.
El clima descrito hace que sea un lugar apetecible de vacaciones. En la isla había gran cantidad de turistas europeos que, imprevistamente, se vieron rodeados de un conflicto bélico.
Es de importancia conocer la presencia de distintos enclaves turcochipriotas, constituidos a partir de las luchas sucedidas a finales de 1963 e inicios de 1964. El principal era en comprendido entre Nicosia y el paso de Kyrenia. Este era el que mayor preparación militar tenía y mayor protagonismo tuvo a partir del 20 de julio.

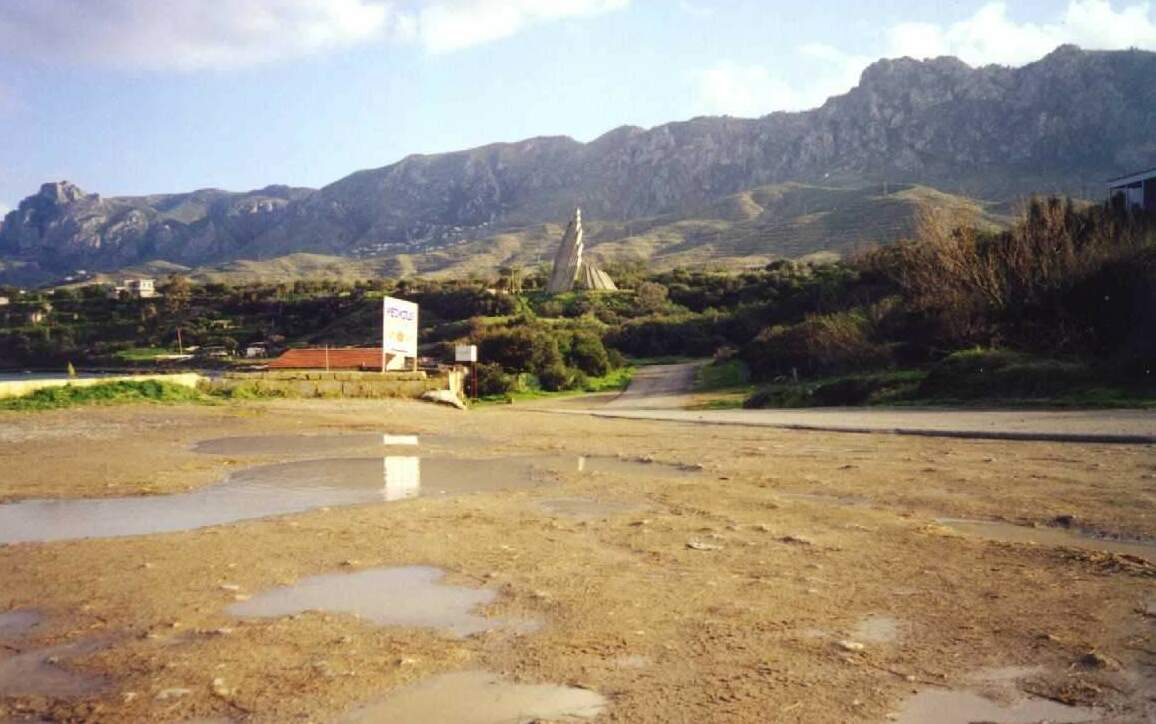
Vista hacia el Este desde ruta inmediatamente al sur de la bahía del desembarco.

## Concepto de la operación
Los planes iniciales databan de 1964, pero se fueron modificando conforme evolucionaba la capacidad de proyectar fuerzas por parte del Ejército Turco. Los ajustes debían tener un lapso máximo de veinte días, pero se redujeron a cinco debido a los eventos en Chipre por los cuales Nikos Sampson asumió al poder.
El objetivo de la operación (a la que los turcos llaman "Operación de Mantenimiento de la Paz", como se observa en el monumento Karaoglanoglu) era ocupar un espacio al norte de la línea Famagusta en el este a la bahía de Morphou en el Oeste. Dicho espacio comprendía también el sector norte de la ciudad de Nicosia, en poder del enclave turco-chipriota (dividida por la Línea Verde).
Para ello, las fuerzas turcas debían invadir la isla en dos fases. Previamente, la Fuerza Aérea Turca debía bombardear inicialmente el cuartel general de la Guardia Nacional al igual que sus cuarteles en el sector Nicosia - Kyrenia para disuadir reacciones. Además, debía bombardear el Aeropuerto de Nicosia y los aeródromos de Lakatamia y Tymbou para evitar el uso por parte de la Fuerza Aérea Griega. Las estaciones de radar al norte de la isla también serían atacadas.
- La primera fase, de tres días, debía lograr el establecimiento de una zona de desembarco y la protección de los turcochipriotas al norte de Nicosia. Consistiría en un desembarco anfibio próximo a la localidad de Kyrenia (playa Pentamilli) para posteriormente conquistar el puerto homónimo.

Simultáneamente, se efectuaría un aerodesembarco al norte de Nicosia para posteriormente enlazarse con el resto de las tropas a través del paso de Kyrenia. Los lugares de lanzamiento serían dos: uno cerca del aeródromo de Ağırdağ y el otro a 4 km al norte de Nicosia, próximo a Hamid Mandres. La seguridad terrestre para el lanzamiento sería brindada por las fuerzas turcochipriotas y el KTKA.
Asimismo, el contingente turco debía proteger el estrechamiento al sur del enclave (sector de Gönyeli y Ortaköy). Las fuerzas turcochipriotas debían sostener la línea verde.
Los objetivos durante esta fase serían Kyrenia, el paso homónimo y, por último, el aeropuerto de Nicosia.
- La segunda fase, de dos días, en caso de fracasar las gestiones diplomáticas, conquistaría la parte restante del norte de la isla. Después de arribados los refuerzos por el puerto de Kyrenia, tendría por objetivo tomar Famagusta, Limnitis y Lefka.
- Se complementaría a dichas fases con la acción en los enclaves turcochipriotas para atraer fuerzas de la Guardia Nacional.

La Guardia Nacional mantenía una actitud operacional y estratégica militar defensiva, con opciones ofensivas en lo táctico. Su plan se denominaba Afrodita II (en contraposición a Afrodita I que rigió hasta 1968). Consistía en la defensa de las playas y del puerto de Kyrenia. Simultáneamente, se harían acciones ofensivas hacia Boğaz, las posiciones del TMT y KTKA al norte de Nicosia, al centro de comunicaciones de San Hilarión y en los enclaves turcochipriotas a lo largo de la isla.

## Fuerzas

### Grecochipriotas
Guardia Presidencial: 500 hombres ligeramente armados.
Con el golpe de estado del 15 de julio de 1974 fue sometida por la NG.
Guardia Nacional (NG): 12000 hombres.
(32) tanques T-34; (50) vehículos blindados; (30) transportes blindados de personal
(1) buque de patrulla ("Leventis") y (5) lanchas torpederas (base en Bogazi).
No dispone de medios aéreos.
Tuvo activa participación en el golpe contra el Gobierno de Makarios.
Policía Táctica de Reserva: Especialmente reclutada para la lucha contra EOKA B y la custodia de objetivos de máximo valor.
400 hombres ligeramente armados.
Estaba sometida por la NG en el momento de la invasión.
EOKA – B: 15000 Hs aproximadamente ligeramente armados. Milicia contraria a Makarios y buscadora de la unión con Grecia.
Policía civil: ligeramente armada.

### Griegos
Fuerzas Armadas griegas en la isla: Batallón (ELDYK). 950 hombres.

### Turcochipriotas
TMT (Türk Mukavemet Teşkilats): Organización de resistencia turca. 15.000 integrantes aproximadamente.

### Turcos

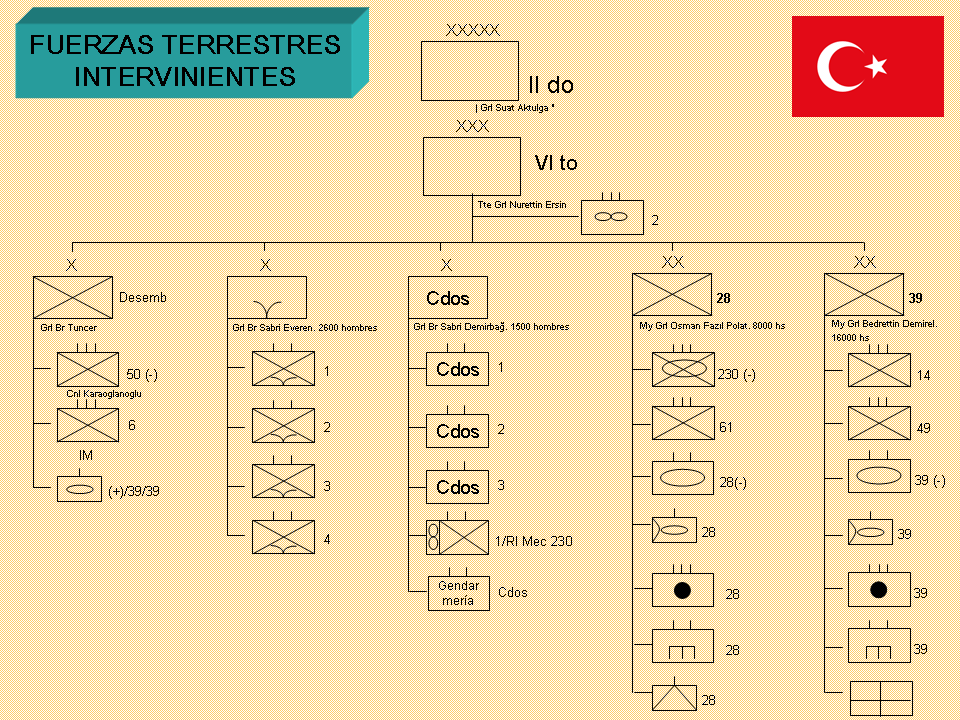
Fuerzas turcas intervinientes en la Operación Atila.

Fuerzas Armadas turcas en la isla: (1) Batallón (KTKA o TOURDYK). (2 Batallones y una Ba A)
750 hombres más varios oficiales infiltrados en los enclaves.
Es de destacar que Turquía poseía al momento de las operaciones unas modernas Fuerzas Armadas con una importante capacidad de proyección de su poder. Podía aerotransportar 5.000 soldados por oleada. Asimismo, su flota de helicópteros podía colocar en la isla hasta 1.000 hombres con apoyos y sus equipos. La Marina Turca era capaz de desembarcar 5.000 efectivos con equipo pesado y apoyos.

### Británicos
Dos bases militares (Dhekelia – Akrotiri)

### Naciones Unidas:UNFICYP
Fuerza de las Naciones Unidas para el Mantenimiento de la Paz en Chipre al inicio de la Invasión Turca de 1974
2.188 personas.

## Cronología de la operación

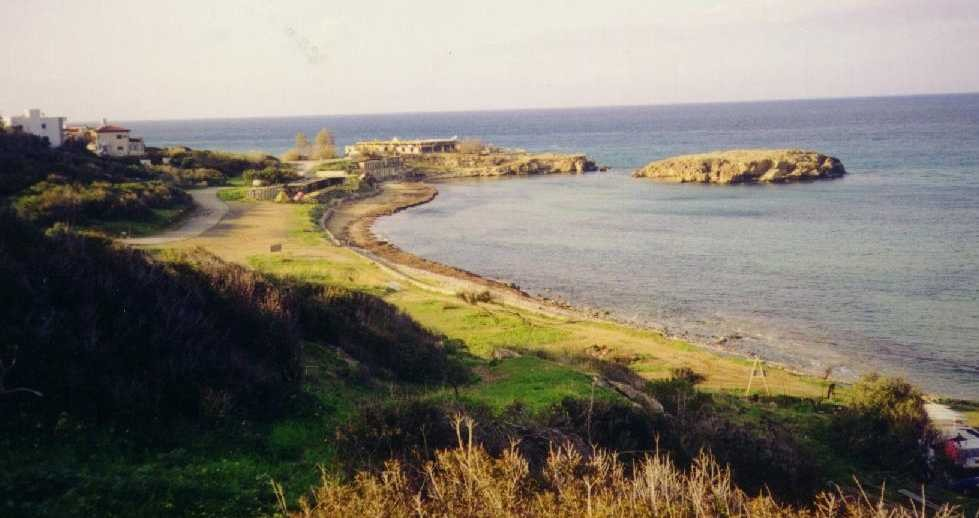
Bahía de Pentamilli, donde se produjo el desembarco.

La sucesión de operaciones fue:

### Fase previa
- 16 de julio de 1974:

- 03 horas 30 minutos: El primer ministro turco Bulent Ecevit, imparte una orden escrita de invasión a las Fuerzas Armadas “...las fuerzas turcas, actuando con firmeza y autocontrol, desembarcarán en la isla y asegurarán una cabeza de playa...”.

- 18 de julio de 1974.

- Miembros de la fuerza de desembarco comienzan a embarcarse en Mersin mientras que los turcochipriotas comienzan a tomar posiciones en sus enclaves.

- 19 de julio de 1974.

- Durante la mañana, la flota turca zarpa de Mersin. Comprende un LST (landing ship tank), dos LSMs (landing ship medium) y 20 LCU (landing ship utility) transportando 3.000 hombres, escoltados por cinco destructores y cinco cañoneras. Los buques transportaban el RIM 6 y el RI 50/39.
- TURDYK (KTKA - contingente turco de la isla), sale a posiciones de combate y alerta.
- Tarde: sobrevuelos de la FAT en la isla.
- 21 horas 15 minutos: La NG detecta 6 buques turcos a unas 40 millas náuticas navegando desde Mersin. A las 21 horas y 40 minutos, entre 8 y 10 buques son detectados moviéndose desde Mersin hacia Kyrenia.

### Fase 1

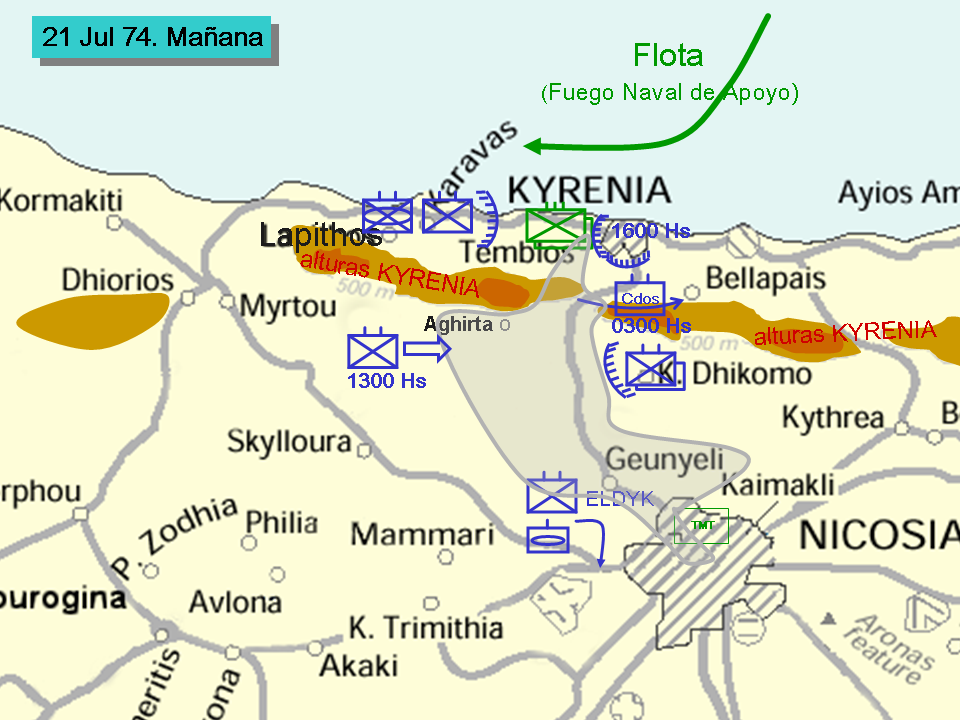
Acciones 21 julio por la mañana.

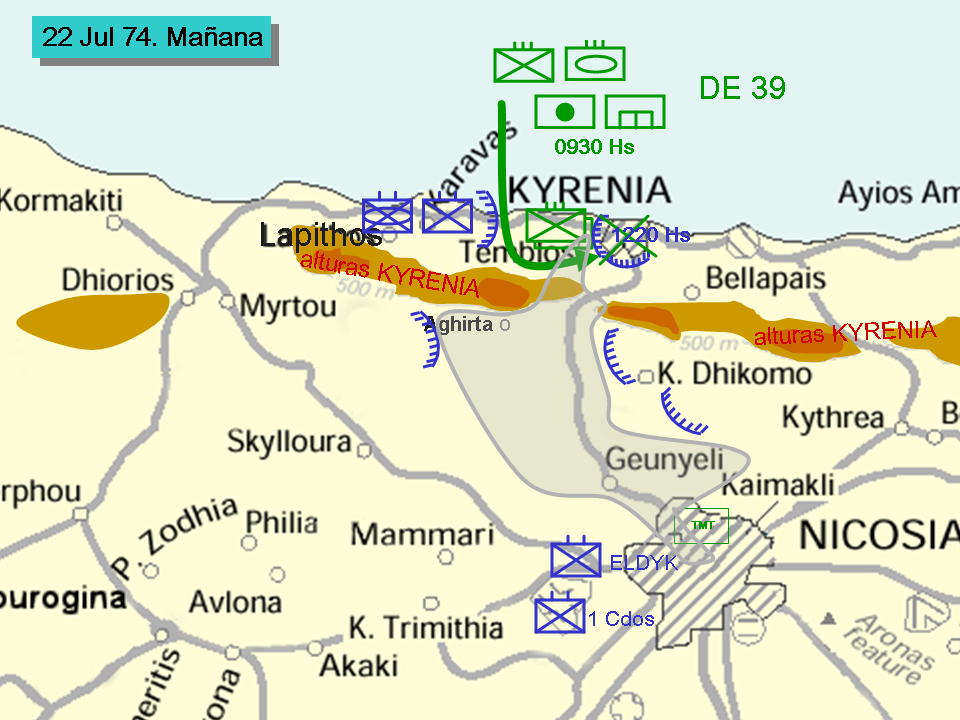
Situación de la mañana del 22 de julio.

- 20 de julio de 1974.

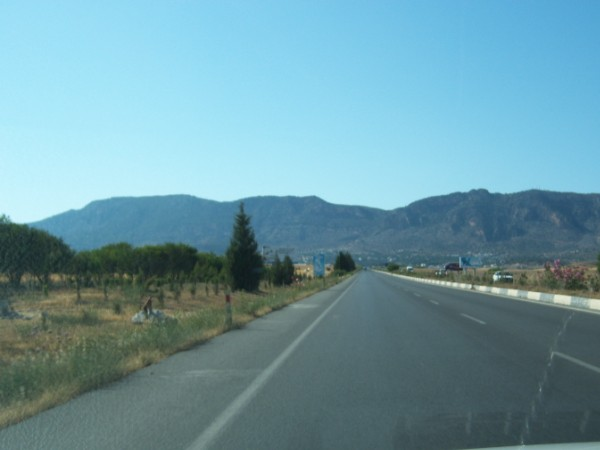
Ruta Nicosia - Paso de Kyrenia

- Desde las primeras horas, la fuerza de invasión se divide para realizar una maniobra de diversión hacia Famagusta mientras otra continúa hacia el lugar de desembarco en Kyrenia.
- 04:00 horas: El jefe del ELDYK ordena, por su propia iniciativa, la aplicación de los planes de despliegue. El comando de la Guardia Nacional hará lo mismo recién a las 07:00 horas.
- 05:00 horas: Con el bombardeo aéreo sobre el Aeropuerto de Nicosia, a los cuarteles de la Guardia Nacional (NG) (Kyrenia y más en la profundidad) y ELDYK próximos a la capital y a Kyrenia. A esa hora, la flota turca alcanzaba la costa norte de Chipre. Habría tenido un error de navegación para alcanzar la playa de Pentamili y se aproxima a la playa de Glykiotissa, 3 kilómetros al oeste de Kyrenia. La hora planeada de desembarco eran 05:30 horas.

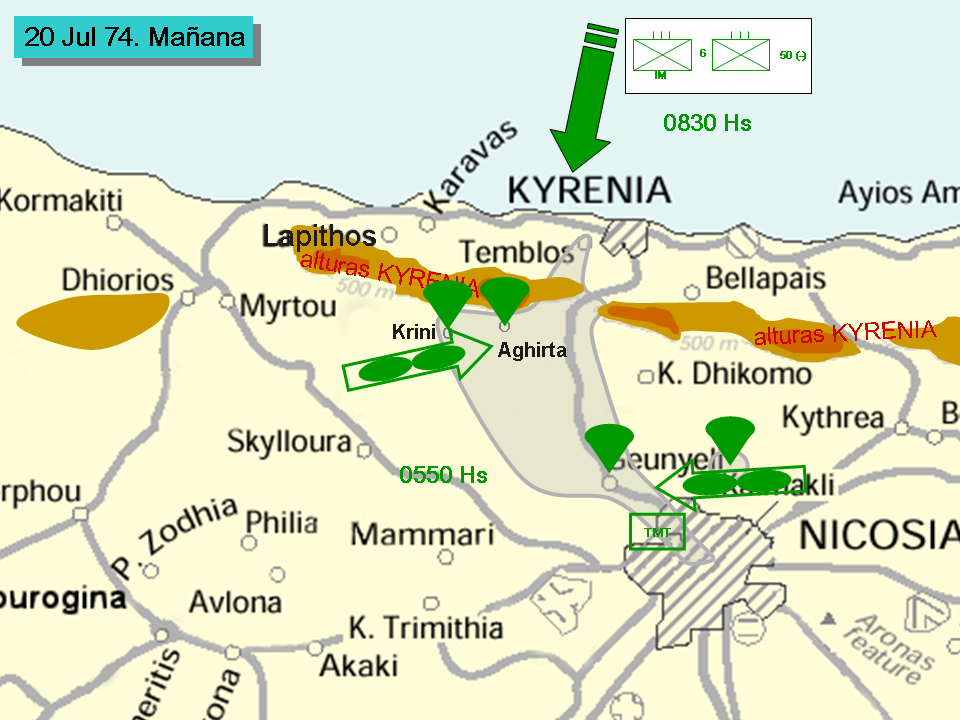
Situación la mañana del 20 de julio de 1974.

- 05:17 horas: Inicio del crepúsculo civil. Amanece a las 05:45 horas.
- 05:50 / 06:05 horas: 1.ª oleada de aerodesembarco. Lanzamiento de paracaidistas desde 27 aviones de transporte, escoltados por 5 aviones de combate. 1.000 paracaidistas en dos grupos: B Paracaidistas 2 en Krini (próxima al aeródromo) y B Paracaidistas 1 en Geunyeli. Los últimos se mueven a Hamid Mandres pues caen lejos del objetivo marcado. Inicialmente, son recibidos calurosamente por la población turcochipriota en el lugar y apoyados desde tierra por el contingente turco en la isla. No hay una acción defensiva grecochipriota inicialmente.
- 07:30 horas: Inicio del primer contraataque en dirección a Geunyeli por parte de elementos de la NG y del ELDYK (550 hombres y 15 tanques T34). Contraataque de la aviación turca logrando su detención.

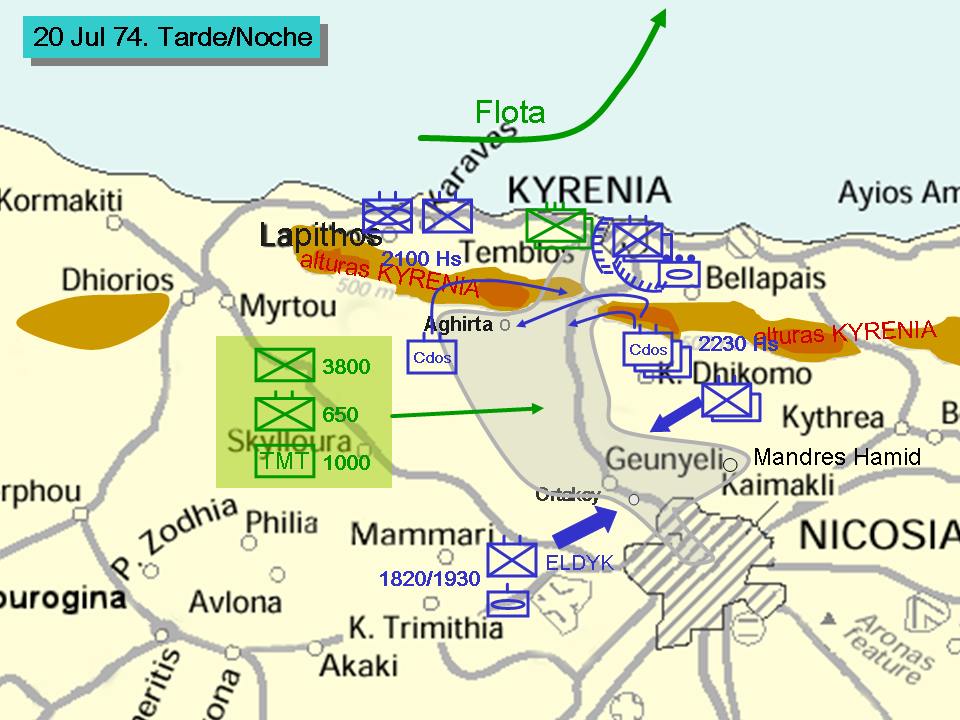
Situación la tarde del 20 de julio de 1974.

- 08:20 horas: Primer desembarco helitransportado. 70 helicópteros transportan al B Cdos 1 (prox a Agirda y al PC / Br Cdos (al N del aeródromo de Agirda). El batallón de comandos inicia el movimiento hacia el paso de Kyrenia, con misión defensiva.
- 08:30 horas: Desembarco en una bahía al norte de Templos (Chipre) (Pentamilli – a unos 8 kilómetros al oeste de Kyrenia) (35°20'46.17"N - 33°14'8.07"E) desde veintidós buques de desembarco apoyados por cinco destructores y dos cañoneras. La oposición de la NG en la ruta hacia Kyrenia impidió el rápido ataque a la ciudad.

La fuerza de desembarco, denominada brigada "Cakmak" ((Batallón / Regimiento de Marines 6 y al Regimiento de Infantería 50 (-)), tenía 3500 hombres, 12 M101, 15 M47 y 20 M113. Los tanques, embarcados en el LST Ertugrul (L401), no pudieron desembarcar por el tamaño de la playa. Una compañía fue helitransportada a las alturas al sur de la ruta.
El desembarco se hizo fuera de la acción enemiga. Su objetivo era Kyrenia, 8 kilómetros al este. Debería haber sido a las 06:30 horas pero, según la UNFICYP, habría habido una demora por un error de navegación.
- 09:30 horas: Se despliega la unidad más próxima al lugar del desembarco (BI 251). Una parte toma posición hacia el este de Kyrenia y la otra hacia Templos. Se inicia así un fuerte combate que durará hasta el día 23 (Ver Combate de Pentamili). A las 10:00 horas, realizará un ataque a la cabeza de playa que fracasa por su inferioridad numérica.
- 11:15 horas: segunda oleada de paracaidistas desde 25 aviones sobre Krini (B Parac 3) y Geunyeli y Hamid Mandres (B Parac 4) (total oleada = 1.000 personas aproximadamente).
- 11:45 horas: 67 helicópteros desembarcaron aproximadamente 500 soldados turcos en Krini (aeródromo), pertenecientes al B Cdos 2. Inician su movimiento al paso de Kyrenia.
- Mañana: El desembarco fue más lento de lo esperado debido al tamaño de la playa. Ello provocó la demora en el avance hacia Kyrenia y la conexión con las tropas al norte de Nicosia por parte del B/R IM y del RI 50(-). Esto permitió la concentración de tropas de la Guardia Nacional a la espera del anochecer, debilidad turca por carecer de apoyo aéreo con capacidad nocturna. Durante la acción pierde la vida el coronel Halil İbrahim Karaoğlanoğlu, jefe del RI 50, cuya unidad lideraba el ataque.
- 14:00 horas: El buque de transporte HS Lesbos (L-172), que se encontraba navegando con 450 soldados del ELDYK, que habían finalizado su servicio en Chipre, navegaba hacia el Pireo, Grecia. El buque recibe la orden de retornar a Pafos, atacando con su cañón el enclave y descargando en pequeños botes a algún personal, dando la impresión de una operación anfibia. Los TkCyp se rinden.
- 14:45 horas: Tercera oleada helitransportada consistente en el B Cdos 3.
- 18:00 horas: Segundo contraataque griego. Consta de un ataque en dirección a Geunyeli por parte del ELDYK apoyado con un Esc Tan junto a otro compuesto por dos BI en dirección a Dhikomo desde el NE, ambos con intención de destruir las fuerzas aerolanzadas e impedir su conexión con las fuerzas anfibias. Los turcos que se defienden son 3.000 infantes, 1.000 turcochipriotas y 650 hombres del contingente turco en la isla.

El contraataque se inició descoordinadamente por parte de las fuerzas que avanzarían a Dhikomo por la acción retardadora de los turcochipriotas. A las 03:00 horas, se deben replegar.
- 18:45 horas: Cuarta oleada de paracaidistas es lanzada en el área de Kioneli y Agyrta (600 personas aproximadamente). Consistente en el B Cdo de Gendarmería.
- 19:17 horas: Fin del crepúsculo civil vespertino.
- 23:00 horas: Ataque de cuatro subunidades de comandos sobre el mismo sector con el objeto de destruir el centro de comunicaciones del Castillo Saint Hilarion y el puesto de comando de las fuerzas turcochipriotas ubicado en Bogaz. Durante la medianoche, se logró poner en peligro el PC / Cpo Ej II, donde su estado mayor se preparó para el combate cercano y debió destruir la documentación de sumo valor para la contrainteligencia.

El ataque se detiene con la salida del sol con fuego aéreo cercano que realiza la FAT. A las 05:00 horas, las fuerzas se repliegan después de tomar brevemente el paso, destruir unos búnkeres y el centro de comunicaciones.
- 21 de julio de 1974.

Durante el día se producen evacuaciones de extranjeros en la isla hacia las bases soberanas británicas. Son llevadas a cabo por personal de UNFICYP y tropas británicas de dichas bases.
- Amanecer: Las fuerzas turcas aún no habían alcanzado ninguno de los objetivos para la primera fase de la operación: la ciudad de Kyrenia, el paso de Kyrenia y el aeropuerto de Nicosia. Con la salida del sol, se reinicia el bombardeo de la FAT sobre el aeropuerto y otras posiciones de la Guardia Nacional.
- 06:00 horas: Se ordena a los destructores Tinaztepe, Adatepe y Kocatepe dejar su derrota hacia Mersin (desde donde harían una nueva escolta a la 2.ª oleada) y virar nuevamente hacia Chipre para apoyar con fuego naval.
- 08:30 horas: Otra oleada de 65 helicópteros se inicia al sur del paso con el aerodesembarco del BI 1/210) en proximidades de Kioneli.
- 16:00 horas: Kyrenia se encuentra totalmente rodeada.
- 16:15 horas: Es hundido el buque turco KOCATEPE en una acción fratricida. Durante el día anterior, el buque griego Lesbos había estado navegando y desembarcando personal en Pafos. Al amanecer del día 21, un avión de patrulla turco reportó que un convoy de, aproximadamente, 8 y 11 barcos se estaba dirigiendo hacia Chipre a unos 10 nudos sin confirmar bandera. Un radar de vigilancia confirmó la novedad al igual que otros medios de obtención. Esto se sumó a los informes de movilización de tropas griegas, agravándose la posibilidad de guerra abierta entre las dos naciones. Los destructores Adatepe, Kacatepe y Fevzi Çakmak fueron enviados para interceptarlos. A las 11:00 horas, se obtiene un nuevo informe indicando que los buques (8 mercantes) eran escoltados por destructores similares a los turcos (que también habían sido provistos a Grecia por EE. UU.). A las 11:30 horas, los destructores turcos reciben la orden de atacar todo buque griego en aguas en conflicto.

Siendo las 15:00 horas, confundidos con el convoy griego en proximidades del cabo de Akamas, los tres destructores son atacados por la FAT. Al destructor Kocatepe le ingresa una bomba por la chimenea que explota en el cuarto de control de incendios. En un segundo ataque, los tres destructores fueron alcanzados poniendo al Kocatepe en zozobra. A las 16:15 horas, había sido totalmente abandonado, muriendo 3 oficiales, 14 suboficiales y 37 marineros. Los sobrevivientes fueron rescatados por el HMS Berg y barcos de diversa procedencia.
- 22 de julio de 1974.

Al inicio del día, ninguno de los objetivos turcos habían sido alcanzados: Kyrenia y el paso homónimos se mantenían en manos griegas. El aeropuerto seguía operable tras una urgente reparación ejecutada el día anterior. Contrariamente, la mayoría de los enclaves turcochipriotas habían caído, con excepción de Lefka (lo hará durante el día), Limnitis y Kokkina.
- A partir de las 01:00 horas: Operación Niki, intento de refuerzo griego a la isla. Quince aviones de transporte Nord Noratlas transportan una fuerza de comandos, munición y medicamentos. Dos aviones fueron abatidos por la propia Guardia Nacional creyéndolos turcos y uno se estrella. Desembarcan unos doscientos soldados y cargas.

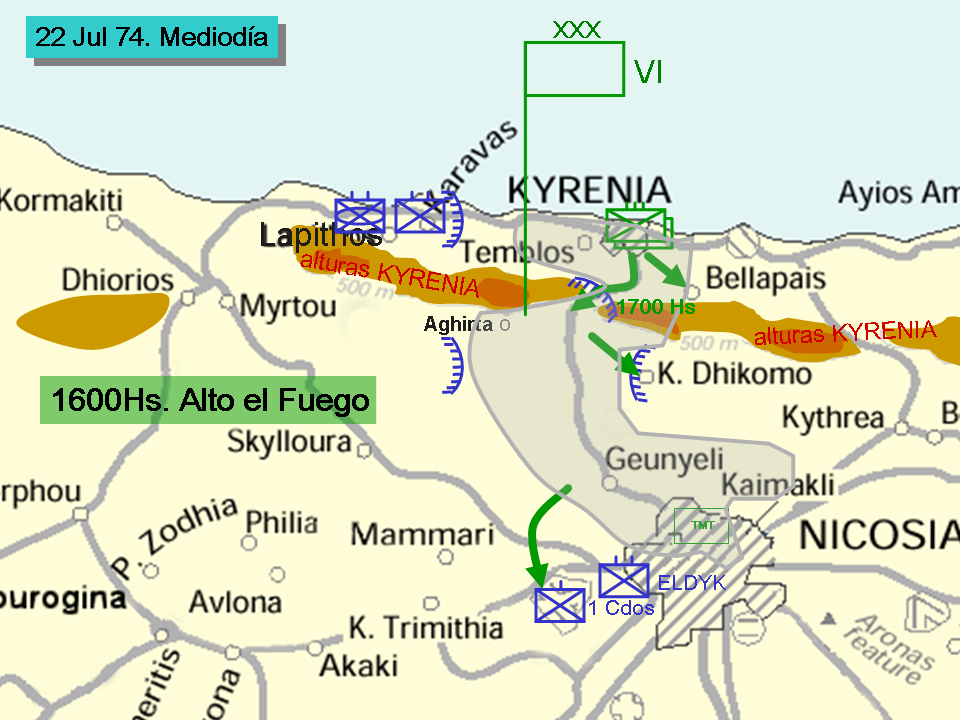
Situación al mediodía del 22 de julio.

- 09:00 horas: La flota turca nuevamente arriba a la playa de Pentemili y desembarca la 39.ª división con tanques M-48. Ello se complementa con una nueva oleada de paracaidistas al mediodía al norte de Geunyeli.
- 11:00 horas: Se reinicia el ataque a Kyrenia.
- Mediodía. Es tomada Kyrenia. Una sección de la Guardia Nacional se refugia en el castillo de Kyrenia, el cual es ocupado recién el día siguiente.
- 13:00 horas: Un batallón turco en enviado al paso de Kyrenia.
- 16:00 horas: Hora decretada por Naciones Unidas para un alto el fuego.
- 16:45 horas: (45 minutos luego del cese el fuego) se produce el mayor ataque sobre la pista. Seis Lockheed F-104 Starfighter y dos North American F-100 SuperSabre atacaron posiciones de artillería próximas a Gerolakos y el aeropuerto, dejando la pista fuera de servicio al igual que dos aviones de Cyprus Airways.
- 17:00 horas: Enlazan las fuerzas al norte y sur de las alturas de Kyrenia. Se comienza a respetar el Alto el Fuego.

- 23 de julio de 1974.

- 06:00 horas: Se inicia la evacuación de extranjeros que quedaron atrapados en Kyrenia. Intervinieron dos fragatas, un destructor, el portaaviones Hermes y un buque auxiliar. Esto, sumado a la presencia de dos bandos en lucha con permanente obstaculización de la labor, fue un muy buen ejemplo de trabajo de oficiales de enlace y de coordinación en la ejecución. La misma se efectuó operando Naciones Unidas los lugares de reunión de personas en tierra y coordinando los pasos de los mismos a través de los bandos y la flota británica, trasladándola a sus buques y dándole asistencia médica. La reunión se efectuó en proximidades de Agios Epikitos al este de Kyrenia, en el mismo antiguo puerto y en proximidades de Agios Georgios. El personal del hospital de Pendayia, Morphou, de origen británico, se negó a salir a pesar de estar los helicópteros en su presencia. Se evacuaron aproximadamente 1.600 personas de 26 países.

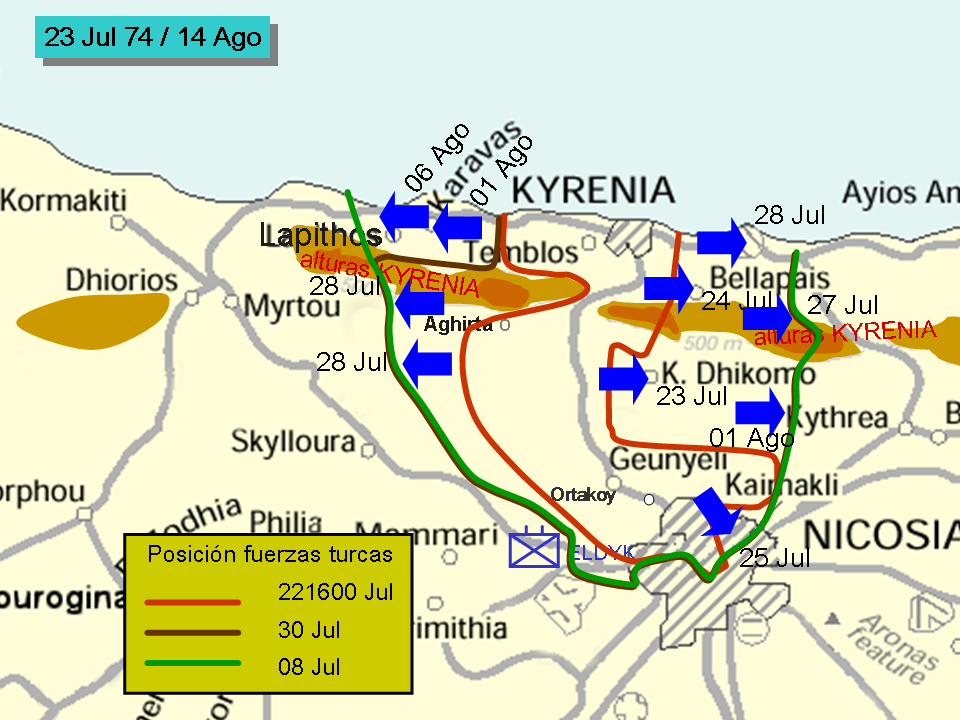
Avance de las tropas turcas durante el cese al fuego.

- Mañana. Ruptura del cese del fuego. Enfrentamiento en el sector norte del Aeropuerto de Nicosia. Se defienden unos 120 hombres del ELDYK, los comandos griegos arribados el día anterior y unos 40 integrantes de la NG contra un batallón turco en la primera oleada y luego contra dos batallones en una segunda oleada. No alcanzan a tomar el aeropuerto.
- Mediodía. Oficiales de la ONU logran el cese del fuego en el lugar. La Guardia Nacional entrega la responsabilidad del Aeropuerto a UNFICYP. Éste lo declara “Área Protegida por UN”. Los cascos azules reciben orden de abrir fuego en caso de ataque.

- 25 de julio de 1974.

- Comienza a llegar por mar otra división turca.

- 6 de agosto de 1974.

- A pesar del cese del fuego, los turcos entran en Karavas.

### Fase 2
- 14 de agosto de 1974.

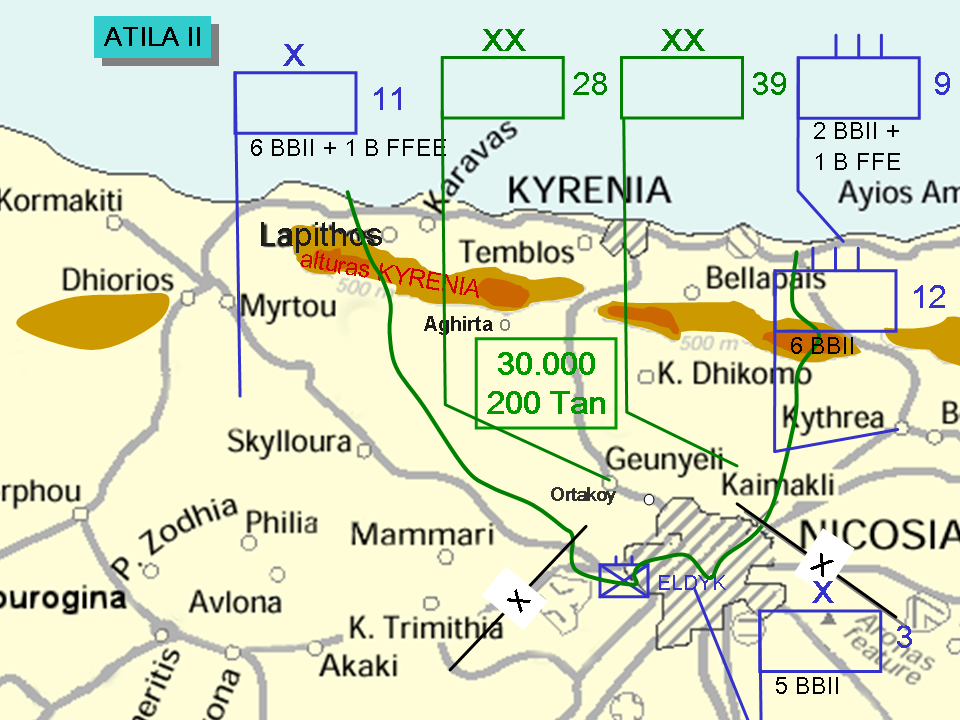
Despliegues de fuerzas con el que se inicia la fase 2.

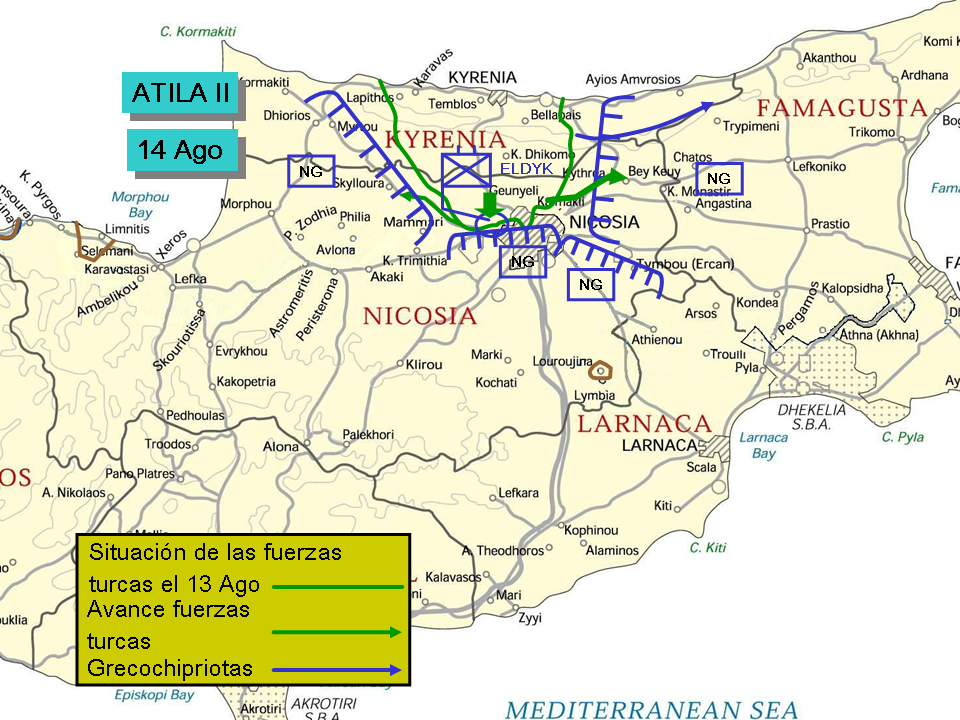
Avance el 14 de agosto.

- Mañana. Se reinician las operaciones con una ruptura en las defensas grecochipriotas y lentos avances en dirección este y oeste. Caen Mia Milia y Gerolakkos.
- Tarde. Las tropas turcas se encuentran a 20 kilómetros de Famagusta.
- Al oeste de Nicosia, una desesperada batalla se iniciaba entre dos batallones del RI 50 (uno de ellos el KTKA) y el ELDYK y elementos de la Guardia Nacional de Chipre. Ambos eran apoyados por morteros y artillería. Los turcos son apoyados por tanques y fuerza aérea.

La lucha tuvo lugar cerca del HQ/UNFICYP en Blue Beret Camp, el campo logístico de UNFICYP y la base finlandesa de Kykko Camp. El sector defendido por los griegos comprendía el asiento de paz del ELDYK (35°10'34.43" N - 33°18'32.32" E) y la Escuela de Gramática (35°10'23.56" N -  33°18'40.64" E), la que, debido a su tamaño y ubicación, dominaba todo el sector.
El objetivo turco era capturar la villa de Gerolakkos y el Campo del ELDYK (a 3 kilómetros, al noroeste del aeropuerto), sobre la ruta principal Nicosia – Morphou y aislar el aeropuerto, cortando la ruta más al sur que lo unía con la ciudad.
Para evitar que la ciudad sea rodeada desde el oeste, los GkCyp establecieron puntos fuertes en la Grammar School (300 metros al sureste del campo ELDYK).
Una vez que tomaron Gerolakkos, los Tk iniciaron la acción sobre el campo del ELDYK y Grammar School. El día 16 pudieron tomar la escuela (Tk 200 muertos, Gk 80). Desde allí, se movieron a un punto desde donde podían controlar la ruta al aeropuerto.
- 15 de agosto de 1974.

- La FAT lanza vía aérea salvoconductos en Famagusta para que los residentes griegos puedan pasar a través de las líneas turcas.

- 19:00 horas: Cae Famagusta.

- 16 de agosto de 1974.

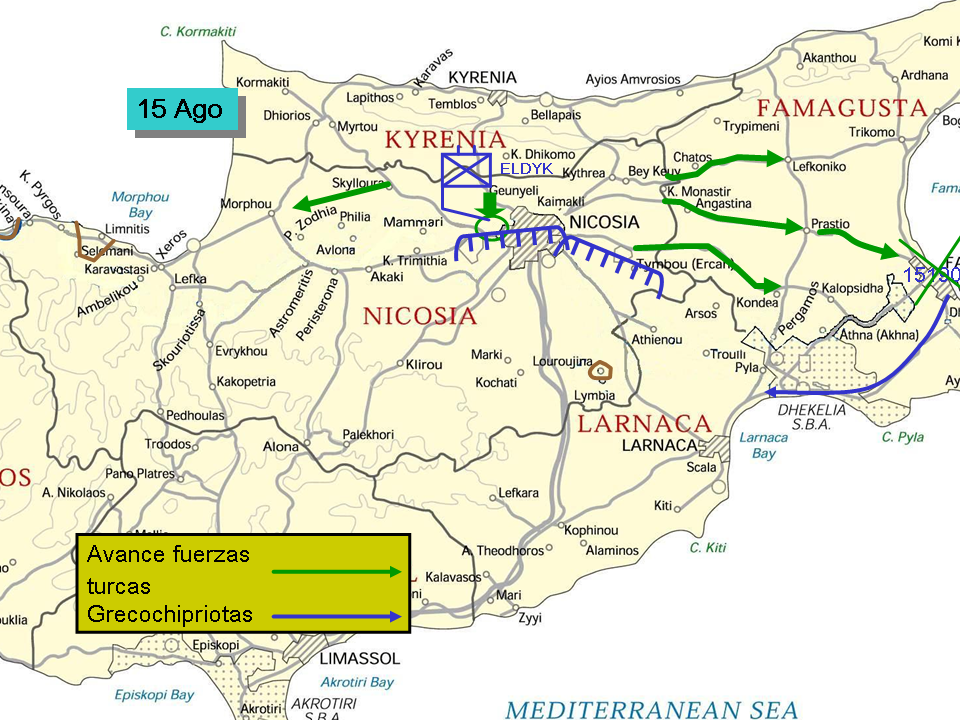
Avance el 15 de agosto.

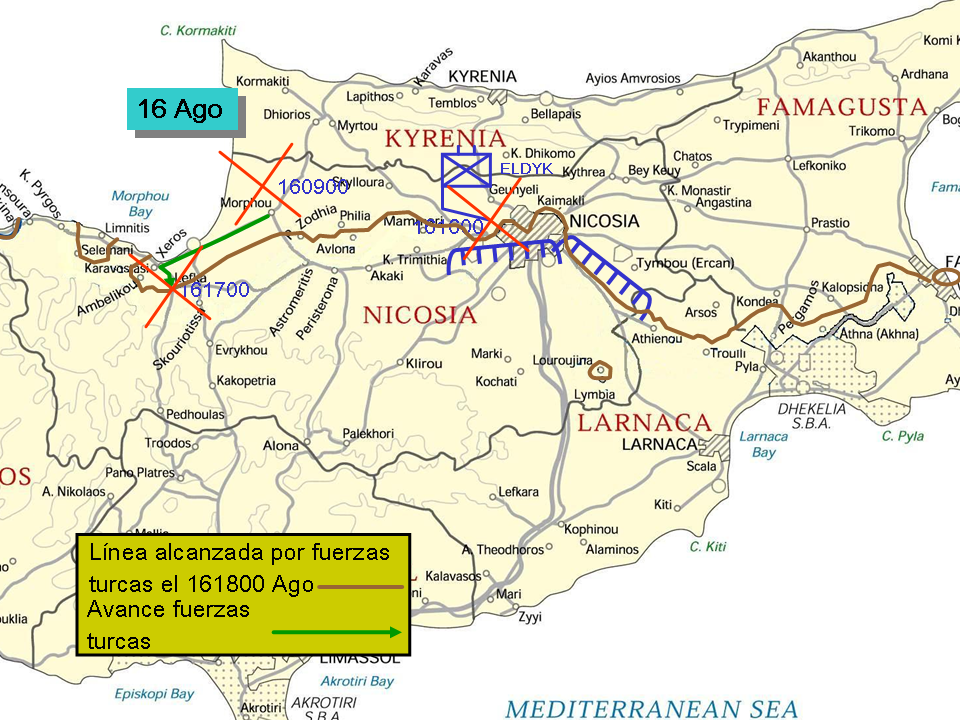
Avance el 16 de agosto. Línea alcanzada con el alto al fuego.

- Mañana. Fuerte lucha al noreste del Aeropuerto, en el cuartel perteneciente al ELDYK y aún en su poder. Al mediodía, se repliegan a la Escuela de Gramática. Pero esa tarde ya no puede resistir el avance de unos 40 tanques, por lo que la posición cede, cayendo así la última posición organizada a las 16:00 horas. Durante la campaña, pierden la vida 80 integrantes de ese contingente.
- Partiendo desde Morphou, una columna blindada inicia el avance hacia Lefka que cae a las 17:30 horas. Enlace con el enclave turcochipriota de Limnitis.
- 18:00 horas: Las tropas turcas acatan el cese al fuego decretado por Naciones Unidas.

- 17 de agosto de 1974.

- Los turcos cortan la ruta a Larnaka, puerto más próximo aún bajo control de los grecochipriotas enlazando con el enclave de Lourojina.

- 19 de agosto de 1974.

- A las 12:40 horas, la embajada de EE. UU. informó a UNFICYP que una gran masa de gente estaba atacando esa sede con granadas y armas livianas y que un empleado había muerto y el embajador herido. Agregan una solicitud de apoyo a UNFICYP, que envía dos vehículos blindados. El embajador es evacuado en ambulancia pero murió en la mesa de operaciones.

- 20 de agosto de 1974.

- Se toma Avlona sin combatir.
- Los turcos ocupan Pyroi, enlazando completamente con el enclave de Lourojina.

## Establecimiento de la línea Atila

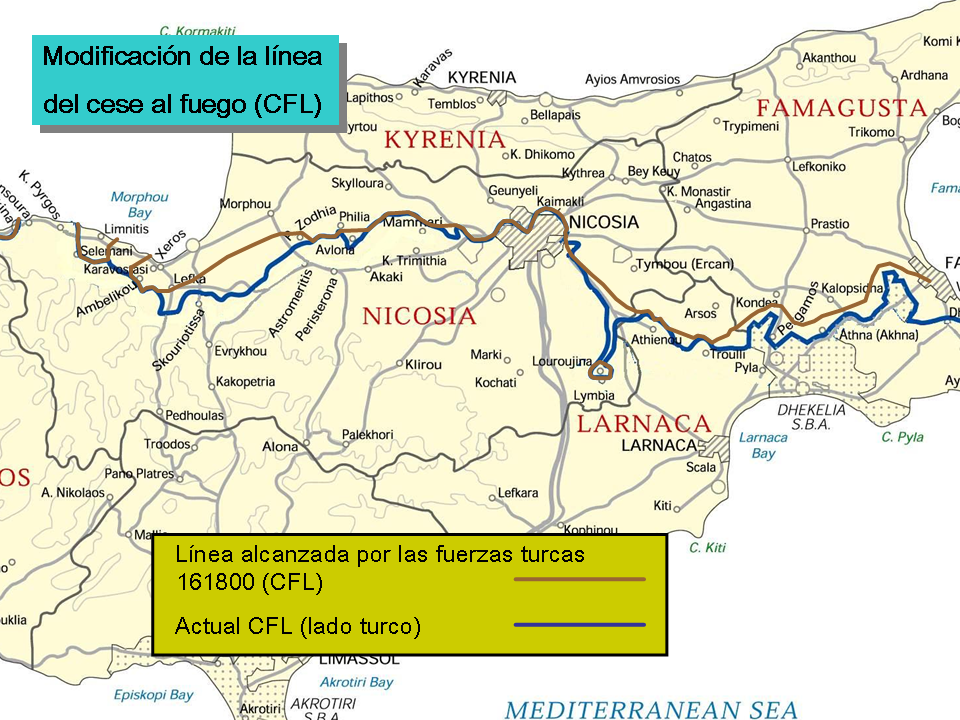
Diferencia entre las posiciones turcas el 161800 Ago 74 y la actual línea de cese al fuego.

Si bien el avance turco se detuvo el 16 de agosto a las 18:00 horas, las posiciones alcanzadas no marcan la línea Atila como se conoce hoy. Se entiende como tal el lado turco de la zona de amortiguación (Baffer Zone) y que hoy oficia como límite de la autoproclamada República Turca del Norte de Chipre.
No hubo acuerdo con la  Guardia Nacional o UNFICYP en la precisa posición el ejército turco se debía detener. Por ello, esta línea se estableció, en general, según el alcance que lograron las tropas turcas el 16 de agosto de 1974 cuando acataron el alto al fuego. Sin embargo, existen muchas particularidades.

En Nicosia, la Línea Verde tuvo poco desplazamiento durante la guerra. En el resto de la isla, la Guardia Nacional no jugó ningún rol en establecer la línea, ya que se retiró sin poder alguno y sin posibilidades de resistencia. Por ello, después de algunos combates que se desarrollaron posteriormente o por propia voluntad turca ante la impotencia grecochipriota, se hicieron avances locales, modificando las posiciones alcanzadas con el alto al fuego. Son ejemplos de ello las localidades que cayeron con posterioridad como son:
- Avlona el 17 de agosto de 1974.
- Ocupación de Kalochorio el 17 de agosto.
- Avance hacia el sur de Lefka el 22 de agosto de 1974.
- El 30 de agosto de 1974, Vuoni es ocupado por parte de fuerzas del TMT procedentes de Limnitis.
- En el área norte de Dhekelia, Achna, Makrasyka y Acheritou el 31 de agosto de 1974.
- Galini, 3 de septiembre de 1974.
- Elía.
- Pano Zodia.
- A fines de octubre, al sur de Famagusta, en la zona de Dherinia.
- Avance en noviembre en la zona de Gerolakkos al oeste de Nicosia.

Asimismo, sirven de ejemplo los enlaces con:
- El enclave de Limnitis, entre finales de agosto e inicio de septiembre con la ocupación de Galini (Lefka).
- El enlace con Angolemi.
- El de Lourojina, pasando por Pyroy (o Pyrogi) en agosto.

## Consecuencias de la operación
Ver Efectos de la Invasión Turca a Chipre de 1974.

## Material Multimedia
La invasión turca de Chipre captada de cerca (en inglés)